# Sultán Alí Keshtmand
Sultán Alí Keshtmand (Kabul, 22 de mayo de 1935) es un estadista y político marxista-leninista afgano, fue primer ministro de 1989 a 1990 y Vicepresidente de la República de 1990 a 1991.

## Familia y educación
Nacido en una familia Hazara. Se graduó en el Liceo de Kabul "Habibi". En 1960 se unió a un grupo clandestino dirigido por Babrak Karmal. En 1961 se graduó en la Facultad de Economía de la Universidad de Kabul; ese año fue conscripto en el Ejército.

## Actividades políticas
Luego del servicio militar trabajó en varias posiciones en el Ministerio de Minería e Industria. Entre 1967-68 fue director general del Departamento Económico de dicho Ministerio. Escribió varias obras sobre economía.
En 1965 fue uno de los miembros originales del Partido Democrático Popular de Afganistán (PDPA), como parte del Comité Central. En 1965 y 1969 fue candidato a diputado. Entre 1965-66 estuvo en prisión por participar activamente en manifestaciones contra el gobierno de entonces. Entre 1968-1970 fue miembro del consejo editorial y uno de los autores principales del periódico Parcham. En 1972 dejó la administración pública para dedicarse sólo a las actividades partidarias. En 1977, cuando se reconciliaron las facciones Parcham y Jalq del PDPA, fue elegido miembro del Buró Político del Comité Central y miembro de la Comisión de Teoría, Agitación y Propaganda.

## Gobierno revolucionario
Después de la Revolución Saur, Keshtmand fue nombrado ministro de Planificación (1 de mayo de 1978) y miembro del Consejo Revolucionario. En agosto de ese año fue arrestado, bajo cargos de conspirar para derrocar al presidente Nur Mohammad Taraki, destitutido de todos sus cargos y sometido a torturas graves, en las que participó personalmente el jefe de inteligencia Asadulá Sarvari. Keshtmand fue condenado a muerte, pero ante la insistencia del gobierno soviético, le fue conmutada primero por cadena perpetua y el 7 de octubre de 1979 por quince años de prisión.
Después del derrocamiento de Hafizullah Amín en diciembre de 1979, Keshtmand fue liberado y designado primer ministro Adjunto y restaurado como ministro de Planificación (confirmado el 11 de enero de 1980), miembro del Consejo Revolucionario de la República y del Buró Político del PDPA.
El 11 de junio de 1981 Keshtmand fue nombrado primer ministro, en reemplazo de su amigo Karmal, y Presidente de la Comisión de Planificación Estatal. Keshtmand fue el primer hazara a la cabeza de un gobierno afgano. En abril de 1982 se retiró como Presidente de esa Comisión.
En 1988 Keshtmand renunció a su puesto como jefe de Gobierno y fue reemplazado por Mohammad Hasan Sharq. Entre junio de 1988 y junio de 1990 fue miembro del Secretariado del PDPA. El 19 de febrero de 1989, el presidente Mohammad Najibulá destituyó al gobierno y Keshtmand fue designado primer ministro de nuevo y presidente del Consejo Supremo para la Defensa de la Patria. En mayo de 1990 renunció y fue reemplazado por Fazal Haq Khaliqyar. En el mismo mes fue elegido vicepresidente de la República y en junio miembro del Comité Ejecutivo del Consejo Central del Partido de la Patria (nuevo nombre y estructura del antiguo PDPA).

## Exilio y actividades posteriores
En abril de 1991 renunció voluntariamente a todos los puestos y el 16 de julio de 1991 renunció a su afiliación al Partido de la Patria. El 7 de febrero de 1992 Keshtmand resultó gravemente herido en un ataque. En abril los fundamentalistas islámicos derrocaron al gobierno y Keshtmand abandonó Afganistán, partiendo hacia Rusia para asentarse definitivamente en Inglaterra.
Keshtmand escribió sus memorias en tres volúmenes: «Registros Políticos y Acontecimientos Históricos» (Reino Unido, 2003). En ellas defiende al PDPA y la intervención soviética, alegando que el primero trajo la libertad a Afganistán y que lo segundo era necesario para acabar con la dictadura de Amín. Como errores señala la conversión del PDPA en una organización burocrática y desideologizada bajo Najibulá y la prolongación excesiva de la estancia de los soviéticos.